# Antoni Banaś
Antoni Banaś (11. června 1873 nebo 11. listopadu 1874 Kalwarya – 3. června 1936 Radocza) byl rakouský právník a politik polské národnosti z Haliče, na počátku 20. století poslanec Říšské rady.

## Biografie
Narodil se v měšťanské rodině. Vystudoval gymnázium v Krakově a absolvoval právnickou fakultu Jagellonské univerzity. Nastoupil na praxi k soudu v Myślenicích. V době svého působení v parlamentu se uvádí jako soudce ve městě Kalwarya. Byl zde okresním soudcem.
Od roku 1908 byl členem Polské lidové strany. Po rozkolu ve straně byl po roce 1914 činný v Polské lidové straně „Piast”. Za první světové války pomáhal rolnickým rodinám postiženým válečnými událostmi.
Působil také coby poslanec Říšské rady (celostátního parlamentu Předlitavska), kam usedl ve volbách do Říšské rady roku 1911, konaných podle všeobecného a rovného volebního práva. Byl zvolen za obvod Halič 37.
Uvádí se jako člen Polské lidové strany. Po volbách roku 1911 byl na Říšské radě členem poslaneckého Polského klubu.